# Сидоренко, Аля Алексеевна
Аля Алексеевна Сидоренко (23 марта 1931 года — 22 марта 2021 года) — советский и российский педагог, народный учитель Российской Федерации (2002).

## Биография
Родилась 23 марта 1931 года в рабочей семье.
В 1962 году — окончила Новокузнецкий педагогический институт.
Свою трудовую и педагогическую деятельность начала в 1950 году учителем математики, с 1953 пл 1955 годы — работала учителем в школе № 33 Ленинска-Кузнецкого.
С 1955 по 1967 годы — председатель городского комитета профсоюза работников просвещения, высшей школы и научных учреждений.
С 1967 по 1969 годы — учитель математики специализированной школы-интерната № 23 для слепых и слабовидящих детей г. Ленинска-Кузнецкого Кемеровской области.
С 1969 по 2011 годы — директор школы-интерната № 5.
Автор концепции «Школы здоровья» получила признание на российском уровне, в школе постоянно проводили семинары с участием представителей регионов страны.
Автор книги «Комплексная работа по сохранению и укреплению здоровья воспитанников школы-интерната № 5», она занесена в галерею портретов «Лучшие педагоги Кузбасса».
Её школа — лауреат Всероссийского конкурса на лучшую постановку физкультурно-оздоровительной и спортивно-массовой работы среди школ-интернатов для детей-сирот, она входила в десятку лучших школ Кузбасса и дважды получала гранты в 1 млн рублей на оснащение и оборудование.
В 2006 году — защитила кандидатскую диссертацию, тема: «Формирование и сохранение здоровья воспитанников образовательных учреждений интернатного типа».
Аля Алексеевна Сидоренко умерла 22 марта 2021 года.

## Награды
- Орден Трудового Красного Знамени (1986)
- Медаль «В ознаменование 100-летия со дня рождения Владимира Ильича Ленина» (1970)
- Медаль «За особый вклад в развитие Кузбасса» трех степеней
- Народный учитель Российской Федерации (2002)
- Заслуженный учитель школы РСФСР (1979)
- Почетный учитель Кузбасса (2004)
- Почётный гражданин Кемеровской области (1999)
- Почётный гражданин города Ленинск-Кузнецка (1999)
- Медаль «60 лет Кемеровской области» (2002)